# Aïda Llauradó Álvarez
Aïda Llauradó Álvarez (Badalona, 17 de novembre de 1984) és una política catalana i va ser alcaldessa accidental de Badalona des del 22 d'abril al 12 de maig de 2020. Membre del Consell Nacional de Catalunya en Comú, i coordinadora local de Badalona En Comú.

## Biografia
Va cursar primària a l'escola Jungfrau i la secundària a l'Institut Badalona 7. És llicenciada en Ciències Polítiques a la Universitat Pompeu Fabra (2006) i té un màster en Igualtat de Gènere per la Universitat Autònoma de Barcelona - Diputació de Barcelona (2008).
Membre de Joves d'Esquerra Verda des dels 21 anys, es va integrar a Iniciativa per Catalunya Verds. Va ser coordinadora i presidenta de la delegació local a Badalona, i membre de la direcció nacional. Posteriorment ha passat a Catalunya en Comú, essent membre del consell nacional i coordinador local de Badalona en Comú. Va ser presidenta de l'Associació Catalana de Professionals de la Igualtat de Gènere (ACPIG) i en va ser presidenta de 2010 a 2017.
Va anar en cinquena posició a les llistes d'ICV-EUiA. Va ser assessora del grup municipal entre 2012 i 2015 i regidora els últims 3 mesos de la corporació 2011-2015. El 2015 va anar tercera a les llistes d'ICV, però no va ser elegida, però va passar a ser assessora de la regidoria Badalona Pròspera i Saludable fins a la moció de censura de Dolors Sabater el 2018. Més tard, fou elegida com a cap de llista de Badalona En Comú per a les eleccions municipals de maig de 2019 obtenint el 8,52% del vots i 2 regidories. Al juliol de 2019 es convertí en primera tinent d'alcaldia (essent l'alcalde Àlex Pastor) i regidora de l'Àmbit de Drets Socials i Feminismes, assumint també altres competències i el Consorci Badalona Sud.
El 22 d'abril de 2020 es convertí en l'alcaldessa accidental de Badalona després de la dimissió de l'anterior alcalde, Àlex Pastor López.
Durant el govern de Rubén Guijarro ha estat tinenta d'alcalde d'Educació, Feminismes, LGTIBQ+, Ciutadania, Participació i Agenda 2030. El 2022 va ser elegida candidata a l'alcaldia de Badalona a les eleccions municipals de 2023, en la coalició de Badalona en Comú i de Podem Badalona.